# Педагогічний коледж Львівського університету
Педагогічний коледж — структурний підрозділ Львівського національного університету імені Івана Франка. Директором коледжу є Оксана Іванівна Сурмач.

## Історія

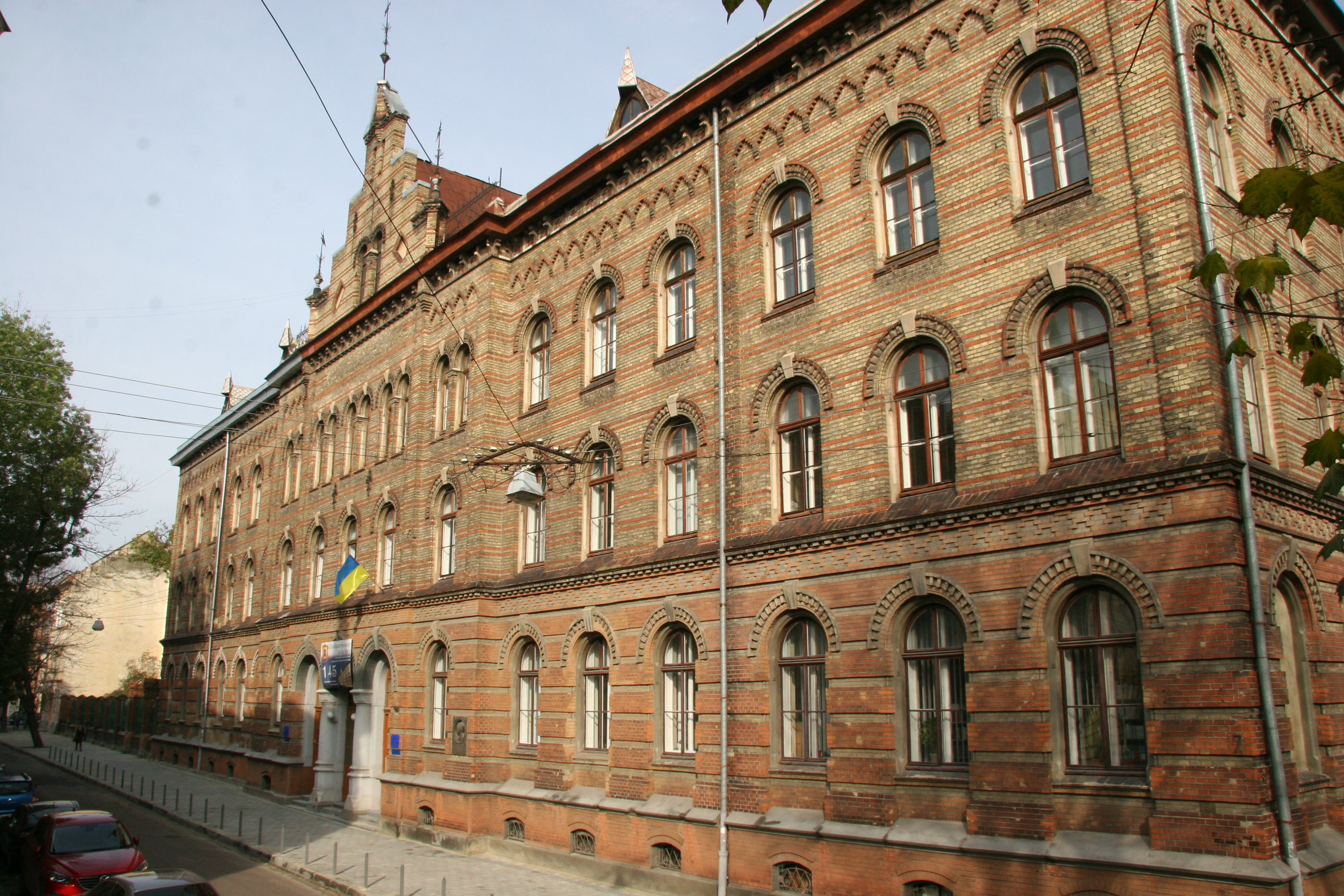
Будівля коледжу

Педагогічний коледж Львівського національного університету імені Івана Франка — один із найдавніших навчальних закладів України.
Свою діяльність розпочав ще 1871 року як Державна жіноча учительська семінарія на основі Статуту, затвердженого у Відні Міністерством віросповідань і освіти Австрії та Розпорядження від 25 лютого 1871 року за № 1740 Крайової шкільної ради у Львові. Саме тоді в Галичині здійснювали реформу освіти, яка розпочалася 1868 року. У початкових класах українських шкіл бракувало вчителів, і семінарія успішно та якісно їх готувала. Уже 1873 року до шкіл міста і краю скерували перших випускників семінарії — учителів початкових класів.
Із 1875 р. у жіночій семінарії, що знаходилася на вул. Скарбківській (тепер вул. Лесі Українки) мали можливість навчатися майбутні вихователі дитячих дошкільних закладів.
У 1895—1900 рр. зведено новий будинок для головного корпусу навчального закладу на вул. Сакраменток, 7. Архітектор — Григорій Пежанський, стиль споруди — псевдоготика, нинішня адреса: вул. Туган-Барановського, 7.
1933 р. на підставі закону польського уряду за № 389 від 11.03.1932 р. про устрій шкільництва та розпорядження міністра віросповідань і освіти від 01.04.1933 р. за № 281 учительська семінарія була перейменована на Перший державний педагогічний ліцей.
1939 р. рішенням Раднаркому УРСР ліцей реорганізовано у Львівську педшколу № 1, яка готувала вчителів І—IV класів.
1949 року педшколу перейменували на Львівське педагогічне училище, на базі якого 1 вересня 1999 року згідно з Наказом Міністерства освіти і науки України від 02.07.1999 р. № 238 та розпорядження голови Львівської обласної державної адміністрації від 30.07.1999 р. № 868 р. «Про реорганізацію Львівського педучилища № 1» розпочав свою діяльність Педагогічний коледж Львівського національного університету імені Івана Франка як структурний підрозділ на правах факультету.

## Структура
Зараз в коледжі працює 7 циклових комісій:
- Циклова комісія викладачів фахових дисциплін початкової освіти та природничо-математичних дисциплін
- Циклова комісія викладачів іноземних мов
- Циклова комісія викладачів педагогіки і психології
- Циклова комісія викладачів суспільних дисциплін
- Циклова комісія викладачів української мови, методики навчання, дитячої літератури, діловодства
- Циклова комісія викладачів фахових дисциплін дошкільної освіти
- Циклова комісія викладачів фізичного виховання, теорія методики фізвиховання, ритміки та хореографії